# ジョン・ボイル (第5代コーク伯爵)

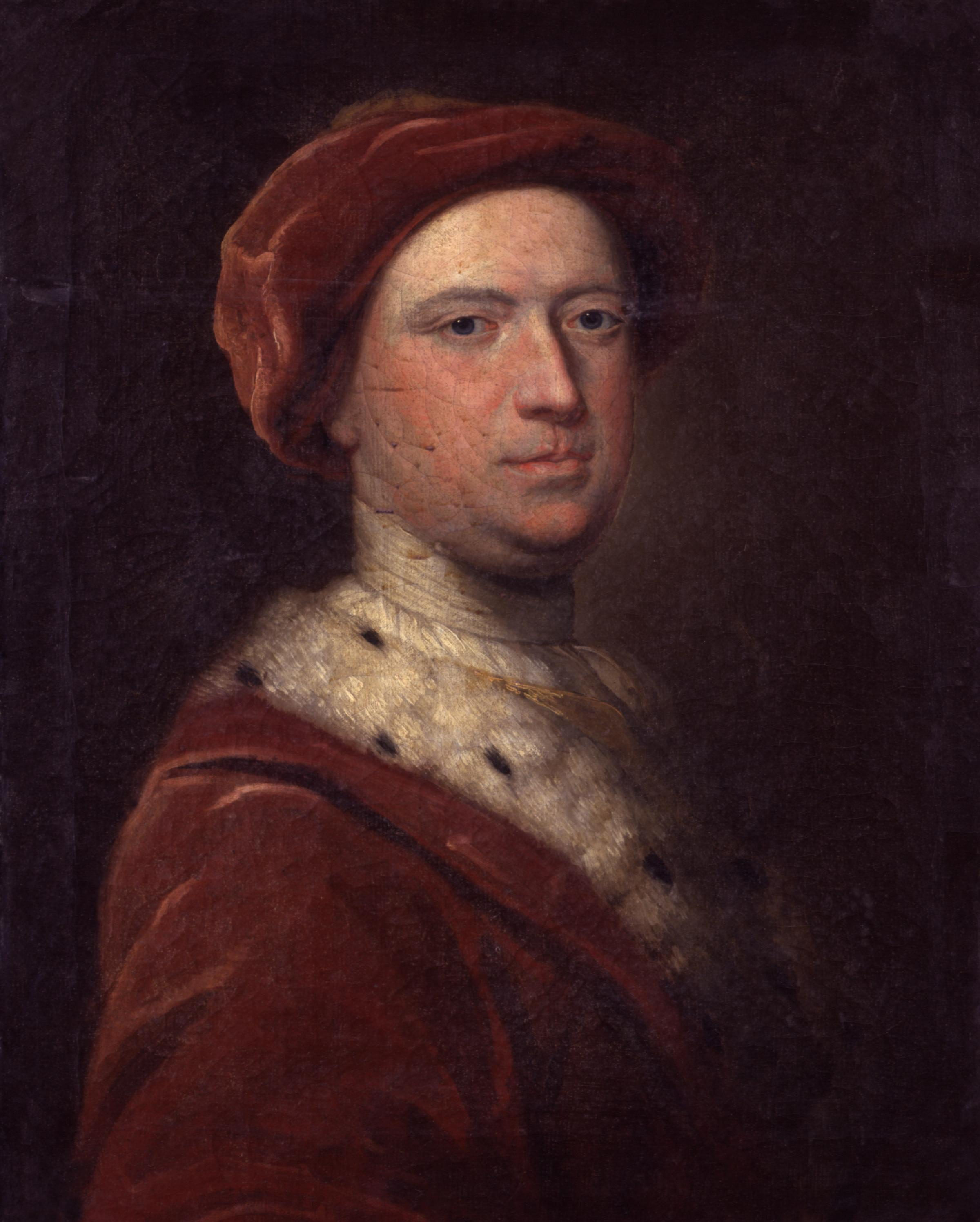
アイザック・シーマンによる肖像画、1735年頃から1745年頃の作品。

第5代コーク伯爵および第5代オーラリー伯爵ジョン・ボイル（英語: John Boyle, 5th Earl of Cork and 5th Earl of Orrery、1707年1月13日 - 1762年11月23日）は、イギリスの貴族。トーリー党所属。

## 生涯
第4代オーラリー伯爵チャールズ・ボイルとエリザベス・セシル（Elizabeth Cecil、1687年 - 1708年6月12日、第5代エクセター伯爵ジョン・セシルの娘）の息子として、1707年1月13日に生まれ、18日に洗礼を受けた。1723年8月10日にオックスフォード大学クライスト・チャーチに入学、1743年8月25日にオックスフォード大学のからM.A.の学位を授与された。
1731年8月28日に父が死去すると、オーラリー伯爵の爵位を継承、1735年11月7日にアイルランド貴族院議員に就任した。また、父からグレートブリテン貴族であるマーストンのボイル男爵も継承したため、グレートブリテン貴族院にも議席を有した。議会ではロバート・ウォルポールに反対した。
1746年10月23日、王立協会フェローに選出された。
1753年12月3日に三従兄弟の第4代コーク伯爵および第3代バーリントン伯爵リチャード・ボイルが死去すると、コーク伯爵の爵位を継承した（バーリントン伯爵の爵位は断絶した）。
1762年11月23日にマーストン・ハウスで死去、同地で埋葬された。息子ハミルトンが爵位を継承した。

## 著作
- ジョナサン・スウィフトの一生と著作への所見（Remarks on the Life and Writings of Jonathan Swift、1751年）[3]
- 小プリニウス書簡集の翻訳（A Translation of the Letters of Pliny the Younger、2巻、1751年）[3]
- プリニウスの一生についてのエッセイ（An Essay on the Life of Pliny）[3]
- モンマス伯爵ロバート・ケアリー（英語版）の回想録（Memoirs of Robert Carey, Earl of Monmouth）[3]
- 1754年と1755年のイタリアからの手紙（Letters from Italy in 1754 and 1755、ジョン・ダンコンブ（英語版）による出版、1774年）[3]

## 人物
1731年頃より、ジョナサン・スウィフトの友人になった。

## 家族
1728年5月9日、ヘンリエッタ・ハミルトン（Henrietta Hamilton、1732年8月22日没、初代オークニー伯爵ジョージ・ハミルトンの娘）と結婚、2男1女をもうけた。
- チャールズ（1729年1月27日 – 1759年9月16日） - アイルランド庶民院議員。1753年5月11日、スザンナ・ホーア（Susanna Hoare、1732年4月15日 – 1783年2月4日、ヘンリー・ホーアの娘）と結婚、1女をもうけた
- ハミルトン（1730年 – 1764年） - 第6代コーク伯爵、第6代オーラリー伯爵
- エリザベス（1731年5月7日 – 1800年1月16日） - 1749年3月4日、第6代準男爵サー・トマス・ウォーズリーと結婚、子供あり

1738年6月30日、ダブリンでマーガレット・ハミルトン（Margaret Hamilton、1710年7月24日 – 1758年5月24日、ジョン・ハミルトンの娘）と再婚、1男2女をもうけた。
- エドマンド（1742年 – 1798年） - 第7代コーク伯爵、第7代オーラリー伯爵
- ルーシー（1744年5月27日 – 1792年3月18日） - 1765年7月20日、第4代トリントン子爵ジョージ・ビングと結婚、子供あり
- キャサリン・アグネス - 生涯未婚

## 系譜図
|  |  |  |  |  |  |  |  |  |  |  |  |                                                                                              |                                                                                              |                                                                                              |                                                                                              |                                                                                              |                                                                                              |  |  | リチャード・ボイル 初代コーク伯爵 初代ダンガーヴァン子爵 (1566-1643) |  |  |  |                                                    |                                                    |                                                    |                                                    |                                                    |                                                    |                                                                                            |                                                                                            |                                                                                            |                                                                                            |                                                                                            |                                                                                            |                                                                                        |                                                                                        |                                                                                            |                                                                                            |                                                                                            |                                                                                            |                                                                                            |                                                                                            |                                      |                                      |                                      |                                      |  |  |  |  |  |  |  |  |  |  |
|  |  |  |  |  |  |  |  |  |  |  |  |                                                                                              |                                                                                              |                                                                                              |                                                                                              |                                                                                              |                                                                                              |  |  |                                                                      |  |  |  |                                                    |                                                    |                                                    |                                                    |                                                    |                                                    |                                                                                            |                                                                                            |                                                                                            |                                                                                            |                                                                                            |                                                                                            |                                                                                        |                                                                                        |                                                                                            |                                                                                            |                                                                                            |                                                                                            |                                                                                            |                                                                                            |                                      |                                      |                                      |                                      |  |  |  |  |  |  |  |  |  |  |
|  |  |  |  |  |  |  |  |  |  |  |  |                                                                                              |                                                                                              |                                                                                              |                                                                                              |                                                                                              |                                                                                              |  |  |                                                                      |  |  |  |                                                    |                                                    |                                                    |                                                    |                                                    |                                                    |                                                                                            |                                                                                            |                                                                                            |                                                                                            |                                                                                            |                                                                                            |                                                                                        |                                                                                        |                                                                                            |                                                                                            |                                                                                            |                                                                                            |                                                                                            |                                                                                            |                                      |                                      |                                      |                                      |  |  |  |  |  |  |  |  |  |  |
|  |  |  |  |  |  |  |  |  |  |  |  | リチャード・ボイル 初代バーリントン伯爵 第2代コーク伯爵 第2代ダンガーヴァン子爵 (1612-1698)  | リチャード・ボイル 初代バーリントン伯爵 第2代コーク伯爵 第2代ダンガーヴァン子爵 (1612-1698)  | リチャード・ボイル 初代バーリントン伯爵 第2代コーク伯爵 第2代ダンガーヴァン子爵 (1612-1698)  | リチャード・ボイル 初代バーリントン伯爵 第2代コーク伯爵 第2代ダンガーヴァン子爵 (1612-1698)  | リチャード・ボイル 初代バーリントン伯爵 第2代コーク伯爵 第2代ダンガーヴァン子爵 (1612-1698)  | リチャード・ボイル 初代バーリントン伯爵 第2代コーク伯爵 第2代ダンガーヴァン子爵 (1612-1698)  |  |  |                                                                      |  |  |  |                                                    |                                                    |                                                    |                                                    | ロジャー・ボイル 初代オーラリー伯爵 (1621-1679)    | ロジャー・ボイル 初代オーラリー伯爵 (1621-1679)    | ロジャー・ボイル 初代オーラリー伯爵 (1621-1679)                                            | ロジャー・ボイル 初代オーラリー伯爵 (1621-1679)                                            | ロジャー・ボイル 初代オーラリー伯爵 (1621-1679)                                            | ロジャー・ボイル 初代オーラリー伯爵 (1621-1679)                                            |                                                                                            |                                                                                            |                                                                                        |                                                                                        |                                                                                            |                                                                                            |                                                                                            |                                                                                            |                                                                                            |                                                                                            |                                      |                                      |                                      |                                      |  |  |  |  |  |  |  |  |  |  |
|  |  |  |  |  |  |  |  |  |  |  |  | リチャード・ボイル 初代バーリントン伯爵 第2代コーク伯爵 第2代ダンガーヴァン子爵 (1612-1698)  | リチャード・ボイル 初代バーリントン伯爵 第2代コーク伯爵 第2代ダンガーヴァン子爵 (1612-1698)  | リチャード・ボイル 初代バーリントン伯爵 第2代コーク伯爵 第2代ダンガーヴァン子爵 (1612-1698)  | リチャード・ボイル 初代バーリントン伯爵 第2代コーク伯爵 第2代ダンガーヴァン子爵 (1612-1698)  | リチャード・ボイル 初代バーリントン伯爵 第2代コーク伯爵 第2代ダンガーヴァン子爵 (1612-1698)  | リチャード・ボイル 初代バーリントン伯爵 第2代コーク伯爵 第2代ダンガーヴァン子爵 (1612-1698)  |  |  |                                                                      |  |  |  |                                                    |                                                    |                                                    |                                                    | ロジャー・ボイル 初代オーラリー伯爵 (1621-1679)    | ロジャー・ボイル 初代オーラリー伯爵 (1621-1679)    | ロジャー・ボイル 初代オーラリー伯爵 (1621-1679)                                            | ロジャー・ボイル 初代オーラリー伯爵 (1621-1679)                                            | ロジャー・ボイル 初代オーラリー伯爵 (1621-1679)                                            | ロジャー・ボイル 初代オーラリー伯爵 (1621-1679)                                            |                                                                                            |                                                                                            |                                                                                        |                                                                                        |                                                                                            |                                                                                            |                                                                                            |                                                                                            |                                                                                            |                                                                                            |                                      |                                      |                                      |                                      |  |  |  |  |  |  |  |  |  |  |
|  |  |  |  |  |  |  |  |  |  |  |  | チャールズ・ボイル 第3代ダンガーヴァン子爵 (1639-1694)                                       | チャールズ・ボイル 第3代ダンガーヴァン子爵 (1639-1694)                                       | チャールズ・ボイル 第3代ダンガーヴァン子爵 (1639-1694)                                       | チャールズ・ボイル 第3代ダンガーヴァン子爵 (1639-1694)                                       | チャールズ・ボイル 第3代ダンガーヴァン子爵 (1639-1694)                                       | チャールズ・ボイル 第3代ダンガーヴァン子爵 (1639-1694)                                       |  |  |                                                                      |  |  |  |                                                    |                                                    |                                                    |                                                    | ロジャー・ボイル 第2代オーラリー伯爵 (1649-1682)   | ロジャー・ボイル 第2代オーラリー伯爵 (1649-1682)   | ロジャー・ボイル 第2代オーラリー伯爵 (1649-1682)                                           | ロジャー・ボイル 第2代オーラリー伯爵 (1649-1682)                                           | ロジャー・ボイル 第2代オーラリー伯爵 (1649-1682)                                           | ロジャー・ボイル 第2代オーラリー伯爵 (1649-1682)                                           |                                                                                            |                                                                                            |                                                                                        |                                                                                        |                                                                                            |                                                                                            |                                                                                            |                                                                                            |                                                                                            |                                                                                            |                                      |                                      |                                      |                                      |  |  |  |  |  |  |  |  |  |  |
|  |  |  |  |  |  |  |  |  |  |  |  | チャールズ・ボイル 第3代ダンガーヴァン子爵 (1639-1694)                                       | チャールズ・ボイル 第3代ダンガーヴァン子爵 (1639-1694)                                       | チャールズ・ボイル 第3代ダンガーヴァン子爵 (1639-1694)                                       | チャールズ・ボイル 第3代ダンガーヴァン子爵 (1639-1694)                                       | チャールズ・ボイル 第3代ダンガーヴァン子爵 (1639-1694)                                       | チャールズ・ボイル 第3代ダンガーヴァン子爵 (1639-1694)                                       |  |  |                                                                      |  |  |  |                                                    |                                                    |                                                    |                                                    | ロジャー・ボイル 第2代オーラリー伯爵 (1649-1682)   | ロジャー・ボイル 第2代オーラリー伯爵 (1649-1682)   | ロジャー・ボイル 第2代オーラリー伯爵 (1649-1682)                                           | ロジャー・ボイル 第2代オーラリー伯爵 (1649-1682)                                           | ロジャー・ボイル 第2代オーラリー伯爵 (1649-1682)                                           | ロジャー・ボイル 第2代オーラリー伯爵 (1649-1682)                                           |                                                                                            |                                                                                            |                                                                                        |                                                                                        |                                                                                            |                                                                                            |                                                                                            |                                                                                            |                                                                                            |                                                                                            |                                      |                                      |                                      |                                      |  |  |  |  |  |  |  |  |  |  |
|  |  |  |  |  |  |  |  |  |  |  |  |                                                                                              |                                                                                              |                                                                                              |                                                                                              |                                                                                              |                                                                                              |  |  |                                                                      |  |  |  |                                                    |                                                    |                                                    |                                                    |                                                    |                                                    |                                                                                            |                                                                                            |                                                                                            |                                                                                            |                                                                                            |                                                                                            |                                                                                        |                                                                                        |                                                                                            |                                                                                            |                                                                                            |                                                                                            |                                                                                            |                                                                                            |                                      |                                      |                                      |                                      |  |  |  |  |  |  |  |  |  |  |
|  |  |  |  |  |  |  |  |  |  |  |  | チャールズ・ボイル 第2代バーリントン伯爵 第3代コーク伯爵 第4代ダンガーヴァン子爵 (1660-1704) | チャールズ・ボイル 第2代バーリントン伯爵 第3代コーク伯爵 第4代ダンガーヴァン子爵 (1660-1704) | チャールズ・ボイル 第2代バーリントン伯爵 第3代コーク伯爵 第4代ダンガーヴァン子爵 (1660-1704) | チャールズ・ボイル 第2代バーリントン伯爵 第3代コーク伯爵 第4代ダンガーヴァン子爵 (1660-1704) | チャールズ・ボイル 第2代バーリントン伯爵 第3代コーク伯爵 第4代ダンガーヴァン子爵 (1660-1704) | チャールズ・ボイル 第2代バーリントン伯爵 第3代コーク伯爵 第4代ダンガーヴァン子爵 (1660-1704) |  |  |                                                                      |  |  |  | ライオネル・ボイル 第3代オーラリー伯爵 (1671-1703) | ライオネル・ボイル 第3代オーラリー伯爵 (1671-1703) | ライオネル・ボイル 第3代オーラリー伯爵 (1671-1703) | ライオネル・ボイル 第3代オーラリー伯爵 (1671-1703) | ライオネル・ボイル 第3代オーラリー伯爵 (1671-1703) | ライオネル・ボイル 第3代オーラリー伯爵 (1671-1703) |                                                                                            |                                                                                            |                                                                                            |                                                                                            | チャールズ・ボイル 第4代オーラリー伯爵 (1674-1731)                                         | チャールズ・ボイル 第4代オーラリー伯爵 (1674-1731)                                         | チャールズ・ボイル 第4代オーラリー伯爵 (1674-1731)                                     | チャールズ・ボイル 第4代オーラリー伯爵 (1674-1731)                                     | チャールズ・ボイル 第4代オーラリー伯爵 (1674-1731)                                         | チャールズ・ボイル 第4代オーラリー伯爵 (1674-1731)                                         |                                                                                            |                                                                                            |                                                                                            |                                                                                            |                                      |                                      |                                      |                                      |  |  |  |  |  |  |  |  |  |  |
|  |  |  |  |  |  |  |  |  |  |  |  | チャールズ・ボイル 第2代バーリントン伯爵 第3代コーク伯爵 第4代ダンガーヴァン子爵 (1660-1704) | チャールズ・ボイル 第2代バーリントン伯爵 第3代コーク伯爵 第4代ダンガーヴァン子爵 (1660-1704) | チャールズ・ボイル 第2代バーリントン伯爵 第3代コーク伯爵 第4代ダンガーヴァン子爵 (1660-1704) | チャールズ・ボイル 第2代バーリントン伯爵 第3代コーク伯爵 第4代ダンガーヴァン子爵 (1660-1704) | チャールズ・ボイル 第2代バーリントン伯爵 第3代コーク伯爵 第4代ダンガーヴァン子爵 (1660-1704) | チャールズ・ボイル 第2代バーリントン伯爵 第3代コーク伯爵 第4代ダンガーヴァン子爵 (1660-1704) |  |  |                                                                      |  |  |  | ライオネル・ボイル 第3代オーラリー伯爵 (1671-1703) | ライオネル・ボイル 第3代オーラリー伯爵 (1671-1703) | ライオネル・ボイル 第3代オーラリー伯爵 (1671-1703) | ライオネル・ボイル 第3代オーラリー伯爵 (1671-1703) | ライオネル・ボイル 第3代オーラリー伯爵 (1671-1703) | ライオネル・ボイル 第3代オーラリー伯爵 (1671-1703) |                                                                                            |                                                                                            |                                                                                            |                                                                                            | チャールズ・ボイル 第4代オーラリー伯爵 (1674-1731)                                         | チャールズ・ボイル 第4代オーラリー伯爵 (1674-1731)                                         | チャールズ・ボイル 第4代オーラリー伯爵 (1674-1731)                                     | チャールズ・ボイル 第4代オーラリー伯爵 (1674-1731)                                     | チャールズ・ボイル 第4代オーラリー伯爵 (1674-1731)                                         | チャールズ・ボイル 第4代オーラリー伯爵 (1674-1731)                                         |                                                                                            |                                                                                            |                                                                                            |                                                                                            |                                      |                                      |                                      |                                      |  |  |  |  |  |  |  |  |  |  |
|  |  |  |  |  |  |  |  |  |  |  |  | リチャード・ボイル 第3代バーリントン伯爵 第4代コーク伯爵 第5代ダンガーヴァン子爵 (1694-1753) | リチャード・ボイル 第3代バーリントン伯爵 第4代コーク伯爵 第5代ダンガーヴァン子爵 (1694-1753) | リチャード・ボイル 第3代バーリントン伯爵 第4代コーク伯爵 第5代ダンガーヴァン子爵 (1694-1753) | リチャード・ボイル 第3代バーリントン伯爵 第4代コーク伯爵 第5代ダンガーヴァン子爵 (1694-1753) | リチャード・ボイル 第3代バーリントン伯爵 第4代コーク伯爵 第5代ダンガーヴァン子爵 (1694-1753) | リチャード・ボイル 第3代バーリントン伯爵 第4代コーク伯爵 第5代ダンガーヴァン子爵 (1694-1753) |  |  |                                                                      |  |  |  |                                                    |                                                    | ヘンリエッタ・ハミルトン (-1732)                   | ヘンリエッタ・ハミルトン (-1732)                   | ヘンリエッタ・ハミルトン (-1732)                   | ヘンリエッタ・ハミルトン (-1732)                   | ヘンリエッタ・ハミルトン (-1732)                                                           | ヘンリエッタ・ハミルトン (-1732)                                                           |                                                                                            |                                                                                            | ジョン・ボイル 第5代コーク伯爵 第5代オーラリー伯爵 第6代ダンガーヴァン子爵 (1707-1762)     | ジョン・ボイル 第5代コーク伯爵 第5代オーラリー伯爵 第6代ダンガーヴァン子爵 (1707-1762)     | ジョン・ボイル 第5代コーク伯爵 第5代オーラリー伯爵 第6代ダンガーヴァン子爵 (1707-1762) | ジョン・ボイル 第5代コーク伯爵 第5代オーラリー伯爵 第6代ダンガーヴァン子爵 (1707-1762) | ジョン・ボイル 第5代コーク伯爵 第5代オーラリー伯爵 第6代ダンガーヴァン子爵 (1707-1762)     | ジョン・ボイル 第5代コーク伯爵 第5代オーラリー伯爵 第6代ダンガーヴァン子爵 (1707-1762)     |                                                                                            |                                                                                            | マーガレット・ハミルトン (1710-1758)                                                       | マーガレット・ハミルトン (1710-1758)                                                       | マーガレット・ハミルトン (1710-1758) | マーガレット・ハミルトン (1710-1758) | マーガレット・ハミルトン (1710-1758) | マーガレット・ハミルトン (1710-1758) |  |  |  |  |  |  |  |  |  |  |
|  |  |  |  |  |  |  |  |  |  |  |  | リチャード・ボイル 第3代バーリントン伯爵 第4代コーク伯爵 第5代ダンガーヴァン子爵 (1694-1753) | リチャード・ボイル 第3代バーリントン伯爵 第4代コーク伯爵 第5代ダンガーヴァン子爵 (1694-1753) | リチャード・ボイル 第3代バーリントン伯爵 第4代コーク伯爵 第5代ダンガーヴァン子爵 (1694-1753) | リチャード・ボイル 第3代バーリントン伯爵 第4代コーク伯爵 第5代ダンガーヴァン子爵 (1694-1753) | リチャード・ボイル 第3代バーリントン伯爵 第4代コーク伯爵 第5代ダンガーヴァン子爵 (1694-1753) | リチャード・ボイル 第3代バーリントン伯爵 第4代コーク伯爵 第5代ダンガーヴァン子爵 (1694-1753) |  |  |                                                                      |  |  |  |                                                    |                                                    | ヘンリエッタ・ハミルトン (-1732)                   | ヘンリエッタ・ハミルトン (-1732)                   | ヘンリエッタ・ハミルトン (-1732)                   | ヘンリエッタ・ハミルトン (-1732)                   | ヘンリエッタ・ハミルトン (-1732)                                                           | ヘンリエッタ・ハミルトン (-1732)                                                           |                                                                                            |                                                                                            | ジョン・ボイル 第5代コーク伯爵 第5代オーラリー伯爵 第6代ダンガーヴァン子爵 (1707-1762)     | ジョン・ボイル 第5代コーク伯爵 第5代オーラリー伯爵 第6代ダンガーヴァン子爵 (1707-1762)     | ジョン・ボイル 第5代コーク伯爵 第5代オーラリー伯爵 第6代ダンガーヴァン子爵 (1707-1762) | ジョン・ボイル 第5代コーク伯爵 第5代オーラリー伯爵 第6代ダンガーヴァン子爵 (1707-1762) | ジョン・ボイル 第5代コーク伯爵 第5代オーラリー伯爵 第6代ダンガーヴァン子爵 (1707-1762)     | ジョン・ボイル 第5代コーク伯爵 第5代オーラリー伯爵 第6代ダンガーヴァン子爵 (1707-1762)     |                                                                                            |                                                                                            | マーガレット・ハミルトン (1710-1758)                                                       | マーガレット・ハミルトン (1710-1758)                                                       | マーガレット・ハミルトン (1710-1758) | マーガレット・ハミルトン (1710-1758) | マーガレット・ハミルトン (1710-1758) | マーガレット・ハミルトン (1710-1758) |  |  |  |  |  |  |  |  |  |  |
|  |  |  |  |  |  |  |  |  |  |  |  |                                                                                              |                                                                                              |                                                                                              |                                                                                              |                                                                                              |                                                                                              |  |  |                                                                      |  |  |  |                                                    |                                                    |                                                    |                                                    |                                                    |                                                    |                                                                                            |                                                                                            |                                                                                            |                                                                                            |                                                                                            |                                                                                            |                                                                                        |                                                                                        |                                                                                            |                                                                                            |                                                                                            |                                                                                            |                                                                                            |                                                                                            |                                      |                                      |                                      |                                      |  |  |  |  |  |  |  |  |  |  |
|  |  |  |  |  |  |  |  |  |  |  |  |                                                                                              |                                                                                              |                                                                                              |                                                                                              |                                                                                              |                                                                                              |  |  |                                                                      |  |  |  |                                                    |                                                    |                                                    |                                                    |                                                    |                                                    | ハミルトン・ボイル 第6代コーク伯爵 第6代オーラリー伯爵 第7代ダンガーヴァン子爵 (1729-1764) | ハミルトン・ボイル 第6代コーク伯爵 第6代オーラリー伯爵 第7代ダンガーヴァン子爵 (1729-1764) | ハミルトン・ボイル 第6代コーク伯爵 第6代オーラリー伯爵 第7代ダンガーヴァン子爵 (1729-1764) | ハミルトン・ボイル 第6代コーク伯爵 第6代オーラリー伯爵 第7代ダンガーヴァン子爵 (1729-1764) | ハミルトン・ボイル 第6代コーク伯爵 第6代オーラリー伯爵 第7代ダンガーヴァン子爵 (1729-1764) | ハミルトン・ボイル 第6代コーク伯爵 第6代オーラリー伯爵 第7代ダンガーヴァン子爵 (1729-1764) |                                                                                        |                                                                                        | エドマンド・ボイル 第7代コーク伯爵 第7代オーラリー伯爵 第8代ダンガーヴァン子爵 (1742-1798) | エドマンド・ボイル 第7代コーク伯爵 第7代オーラリー伯爵 第8代ダンガーヴァン子爵 (1742-1798) | エドマンド・ボイル 第7代コーク伯爵 第7代オーラリー伯爵 第8代ダンガーヴァン子爵 (1742-1798) | エドマンド・ボイル 第7代コーク伯爵 第7代オーラリー伯爵 第8代ダンガーヴァン子爵 (1742-1798) | エドマンド・ボイル 第7代コーク伯爵 第7代オーラリー伯爵 第8代ダンガーヴァン子爵 (1742-1798) | エドマンド・ボイル 第7代コーク伯爵 第7代オーラリー伯爵 第8代ダンガーヴァン子爵 (1742-1798) |                                      |                                      |                                      |                                      |  |  |  |  |  |  |  |  |  |  |